# Ophiacantha legata
Ophiacantha legata är en ormstjärneart som beskrevs av Jean Baptiste François René Koehler 1922. Ophiacantha legata ingår i släktet Ophiacantha och familjen knotterormstjärnor. Inga underarter finns listade i Catalogue of Life.